# СКС365
СКС365 Малта ЛТД (енгл. SKS365 Malta Ltd) је интернационална компанија, иѕ области игара на срећу, основана у Аустрији 2009. godine. Најпознатији брендови CKC365 grupe су бренд за спортско клађење планетвин365 (енгл. planetwin365) и сајт за спортску статистику МајСкор365 (енгл. MyScore365). Са више од 1300 пословница широм Европе и разгранатом инфраструктуром за онлајн спортско клађење, планетвин365 је једна од водећих европских кладионица. СКС365 група је партнерска организација ФИФА Система Раног Упозоравања (енгл. FIFA Early Warning System) и активно подржава надлежне институције у борби против намештања спортских догађаја.

## Спортско клађење
Компанија пружа услуге спортског клађења, играња покера и казина путем интернета и кроз мрежу пословница. СКС365 и његови брендови присутни су на аустријском, белгијском, италијанском, шпанском, српском и црногорском тржишту.
Водећи бренд компаније, сајт за онлајн спортско клађење планетвин365 (енгл. planetwin365), доступан је на тринаест различитих језика и нуди разноврсне методе плаћања, укључујући кредитне и припејд картице.
2014. године, СКС365 је објавио да је регистровао милионитог онлајн клијента и да је преко интернет платформе до тог тренутка забележио 400 милиона опклада. Наставак међународне експанзије током 2015. довео је пораста броја пословница на 1300 на тлу Европе.

## Иновативне опкладе
Како би се СКС365 истакао у односу на конкуренцију, развио је и представио низ иновативних типова игара, захваљујући чему је број игара досегао цифру од 700 и то за сваки појединачни спортски догађај у понуди на сајту планетвин365. Кладионица планетwин365 одржава профитну маржу на нивоу од 4% која је једна од најнижих у Европи, што компанији омогућава да понуди високе квоте и бонусе за клађење.

## Борба против намештања утакмица
Пошто су у новембру 2010. уочене неправилности у токовима клађења на спортске догађаје из понуде кладионице планетвин365, СКС365 је о томе обавестио јавност и надлежне. Упркос општој незаинтересованости, спортски лист ""Ла Газета дело Спорт"" је почео да прати пријаве упућене од стране СКС365 од меча одиграног 1. децембра 2010. између Барија и Ливорна (4:1) у оквиру Купа Италије.
СКС365 је пријављивао све сумњиве мечеве надлежним органима, односно италијанском ГАТ-у (Специјалној јединици за високотехнолошки криминал) која ради у оквиру Финансијске полиције, као и медијима.
Докази које је СКС365 доставио канцеларији Републичког јавног тужилаштва у Кремони, довели су до покретања опсежне истраге познате под називом операција "Ласт Бет". СКС365 је у улози саветника помагао тужиоцима у истрази, анализирајући приливе неуобичајено великог броја тикета на одређене утакмице из италијанске Серије А, Серије Б и Лига Про.
Након што је италијански скандал са намештањем утакмица обелодањен, СКС365 Група је отпочела важну сарадњу са Окружном дирекцијом за сузбијање организованог криминала у Италији, помажући истражитељима да разоткрију везе између клађења и спорта са једне стране и организованог криминала са друге.
ФИФА је у септембру 2011. као награду за залагање компаније на овом пољу уврстила СКС365 у премијум партнере ФИФА Система Раног Упозоравања (енгл. FIFA Early Warning System), институције за контролу клађења и спречавање превара на све спортске догађаје у организацији ФИФА-е.
Крајем 2011, СКС365 је доноси одлуку да појача контролу над приливима неуобичајено великог броја тикета, пријављујући сумњиве утакмице на првенствима у Швајцарској, Македонији, Албанији, Естонији и Бугарској. Управо се у Бугарској интензивирала активност СКС365 групе, што је подстакло интересовање локалних медија.
2015. године у Београду, СКС365 Група је организовала конференцију о Заштити етичких принципа и интегритета савременог спорта. Високи званичници ЕУ, ОЕБС-а и Владе Србије присуствовали су конференцији. Један од учесника био је министар омладине и спорта Републике Србије Вања Удовичић. Министар се заложио за успостављање сарадње између Владе, кладионица и медија у циљу спречавања намештања спортских догађаја које представља не само криминално дело, већ и злоупотребу највиших вредности у спорту.

## Спонзорства
Почев од 2010, СКС365 се преко свог бренда планетвин365 укључио у делатност спонзорства. Након првог ангажмана у својству главног спонзора бокс такмичења "Ла реза деи конти" (итал. La resa dei conti - Обрачун) и италијанског Бич Сокер Тура, СКС365 је појачао своје спонзорско присуство у спорту.
Током сезоне 2011/2012. планетвин365 је главни спонзор тима Трентино Волеј (итал. Trentino Volley), првака Италије, Европе и света у мушкој одбојци. Клуб је током целе сезоне наступао под називом "Трентино Планетвин365".
Исте године, бренд планетwин365 спонзорисао је и шампиона Италије у рукомету, тим Конверсано.
Године 2012. поред тима Конверсано, СКС365 је постао спонзор рагби клуба Инзбрук.
СКС365 Група је 2013. ушла у свет великих глобалних спонзора потписивањем важног спонзорског уговора са тимом ЛЦР Хонда, учесником светског првенства у мотоциклизму(МотоГП шампионат). Лого планетwин365 појављује се на моторима тима ЛЦР Хонда као и на комбинезону немачког возача Штефана Брадла.
Исте године, бренд планетwин365 постао је званични партнер ФК Парма, легендарног клуба италијанског фудбалског шампионата.

## Амбасадори бренда
Роберто Карлос бивши бразилски фудбалер i legenda Реал Мадридa амбасадор је планетвин365 од 2016. године.
Томас Мустер, бивши тенисер број један, придружио се 2014. тиму амбасадора бренда планетвин365.
2013. године Андрија Прлаиновић, капитен репрезентације Србије и МВП Светског првенства у ватерполу, постао је један од амбасадора бренда планетвин365.
СКС365 је 2011. као заштитно лице бренда изабрао Анђела Ди Ливија, бившег фудбалера Јувентуса и италијанске репрезентације.
СКС365 Група спонзорише покер тим планетвин365 који чине професионални играчи покера Ерос Настаси, Владимир Божиновић и Лука Москита.

## Фондација СКС365
Од свог оснивања 2009. године, СКС365 подржава бројне добротворне пројекте у ситуацијама где је неопходно хитно обезбедити средства и помоћ. Успех тих пројеката био је довољан разлог да се 2012. оснује СКС365 Фондација у циљу реализације и промоције добротворних активности. Циљ фондације јесте да помогне деци без родитељског старања, пружајући им подршку кроз стипендије током школовања. Примарни циљеви фондације су брига о деци, здравствена и социјална помоћ. СКС365 Фондација је активна у Италији и Аустрији, а највећи број пројеката реализује у Србији.